# Nyikolaj Dmitrijevics Gyevjatkov
Nyikolaj Dmitrijevics Gyevjatkov oroszul: Николай Дмитриевич Девятков; angolul: Nikolay Devyatkov; (Vologda; 1907. április 11. – Moszkva, 2001. február 1.) szovjet-orosz tudós és feltaláló, a műszaki tudományok doktora (1957), a mikrohullámú vákuumcsövek, orvosi berendezések és katonai radarok kutatója. Teljes jogú tagja a Szovjetunió /Orosz Tudományos Akadémiának (1968, levelező tagja 1953-tól). Professzora a moszkvai Fizikai és Technológiai Egyetemnek.
A legtöbb Gyevjatkov tudományos dolgozat a mikrohullámú vákuumcsövekről készült, szerzője több mint 250 tudományos értekezésnek és találmánynak. Nyikolaj Gyevjatkov a reflex klisztron elven működő készülék feltalálója.

## Életrajza
Nyikolaj Gyevjatkov 54 évig (1943–2001) dolgozott vezetőjeként az Isztok (magyar: forrás) Tudományos-termelési Egyesülés nevű intézetben, Frjazinóban, Moszkva környékén, a szovjet (ma orosz) mikrohullámú elektronikai kutató intézetnél. Ebből, 39 évig tudományos igazgató-helyettes volt. A Nyikolaj Gyevjatkov által szerkesztette kiadvány, az Elektronnaja Tyehnyika Szerija 1 SZVCS-tyehnyika (Elektronikai Technika 1. Sorozat "Szuper-magas frekvenciájú technika") szakfolyóirat szerkesztőbizottságának tagja, amit ő vezette megjelenése óta (1950-től) bekövetkezett haláláig. Ő volt a főszerkesztője a Ragyiotyehnyika i Elektronyika (Rádiótechnika és Elektronika) folyóiratnak is. 1953–2001 között tanszék vezetője az Institute of Radio Engineering and Electronics-nak (IRE) a Szovjetunióban. Nyikolaj Gyevjatkov soha nem volt tagja a Szovjetunió Kommunista Pártjának.

## A szovjet és orosz orvosi elektronika megalapítója

### MMW vagy EHF terápia

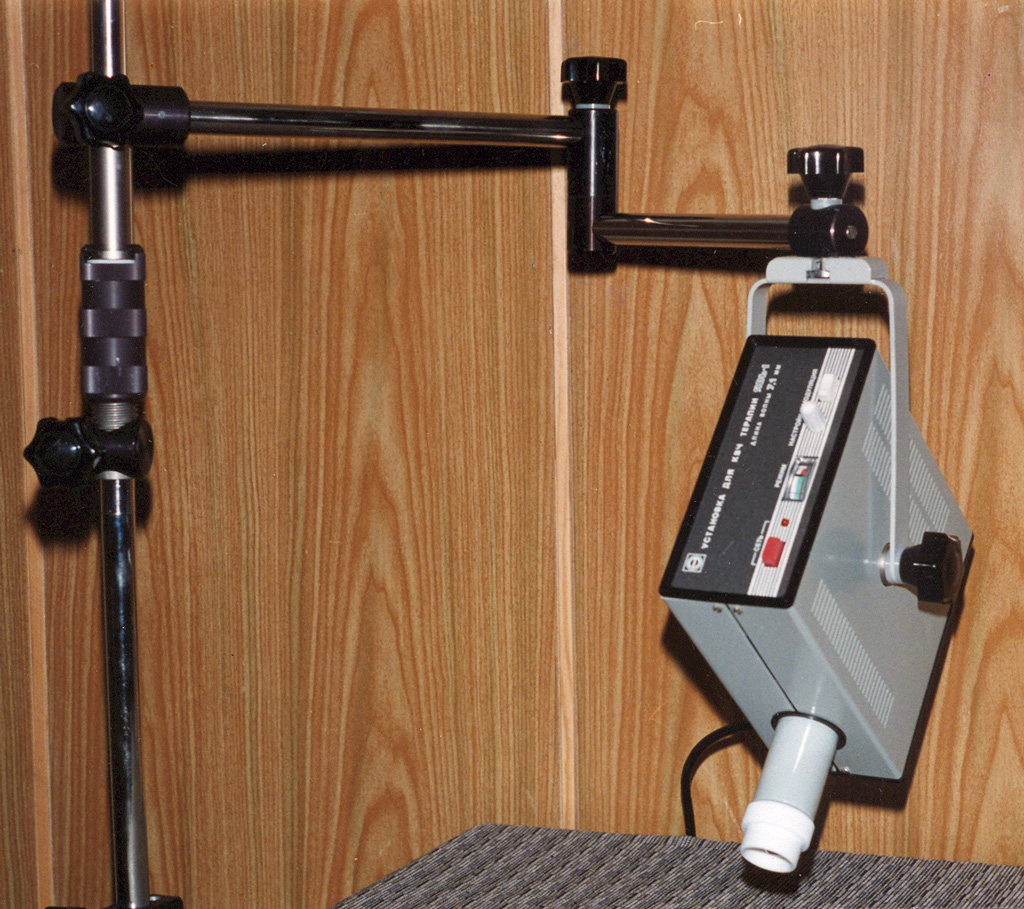
EHF-hullám terápiás készülék a Jav-1.

Gyevjatkov munkatársaival az "MM hullám terápia" (Alacsony Intenzitású Milliméteres Hullámterápia) vagy "EHF terápia" (extrém magas frekvenciájú milliméteres terápia) elvi alapjait dolgozta ki. Az 1980-as években Gyevjatkov és M. B. Golant vezetésével az "Isztok" NGO intézetben (Frjazino, Moszkvai terület) fejlesztették ki az első EHF-terápiás orvosi készüléket a Jav-1-et (Valóság-1). A Szovjetunió Egészségügyi Minisztériumának Új Orvosi Technológiák Bizottsága már 1987-ben ipari gyártásra ajánlotta, és az orvosi berendezések állami nyilvántartásába a készüléket felvették. Az 1980-as években, az "Isztok" nevű kutatóintézet és magánvállalat volt a sorozatgyártás felelőse. A Jav-1-et kereskedelmi forgalomra gyártotta a penzai "Sztart" Termelési Egyesülés nevű vállalat is (1989-től). Az "Isztok" cég a Jav-1 gyártását napjainkra már megszüntette.

### Mikrohullámú hőterápia
Nyikolaj Gyevjatkov Eduard Gelviccsel, Vlagyimir Mazohinnal és másokkal fejlesztették ki az elméleti alapjai egy lokális mikrohullámú hőkezelésen (hőterápián alapuló berendezésnek, amely helyi elektromágneses hipertermia létrehozásával alkalmas rosszindulatú daganatok kezelésére. Jelenleg ebben az irányban aktívan fejlesztenek, ez az elméleti fejlődés Gyevjatkov és kollégáinak munkáját testesíti meg ma az "Isztok" vállalat által gyártott készülékek. A Jahta–4M jelzésű készülék alkalmas helyi mikrohullámú hőkezeléssel rosszindulatú prosztata daganatok és egyéb prosztata betegségek kezelésére. A Jahta–5 nevű készülék szisztémás és helyi mikrohullámú hőkezeléssel képes a rosszindulatú daganatok kezelésére.

### Gyomor- és intraluminális pH-metria és nyomásmérés

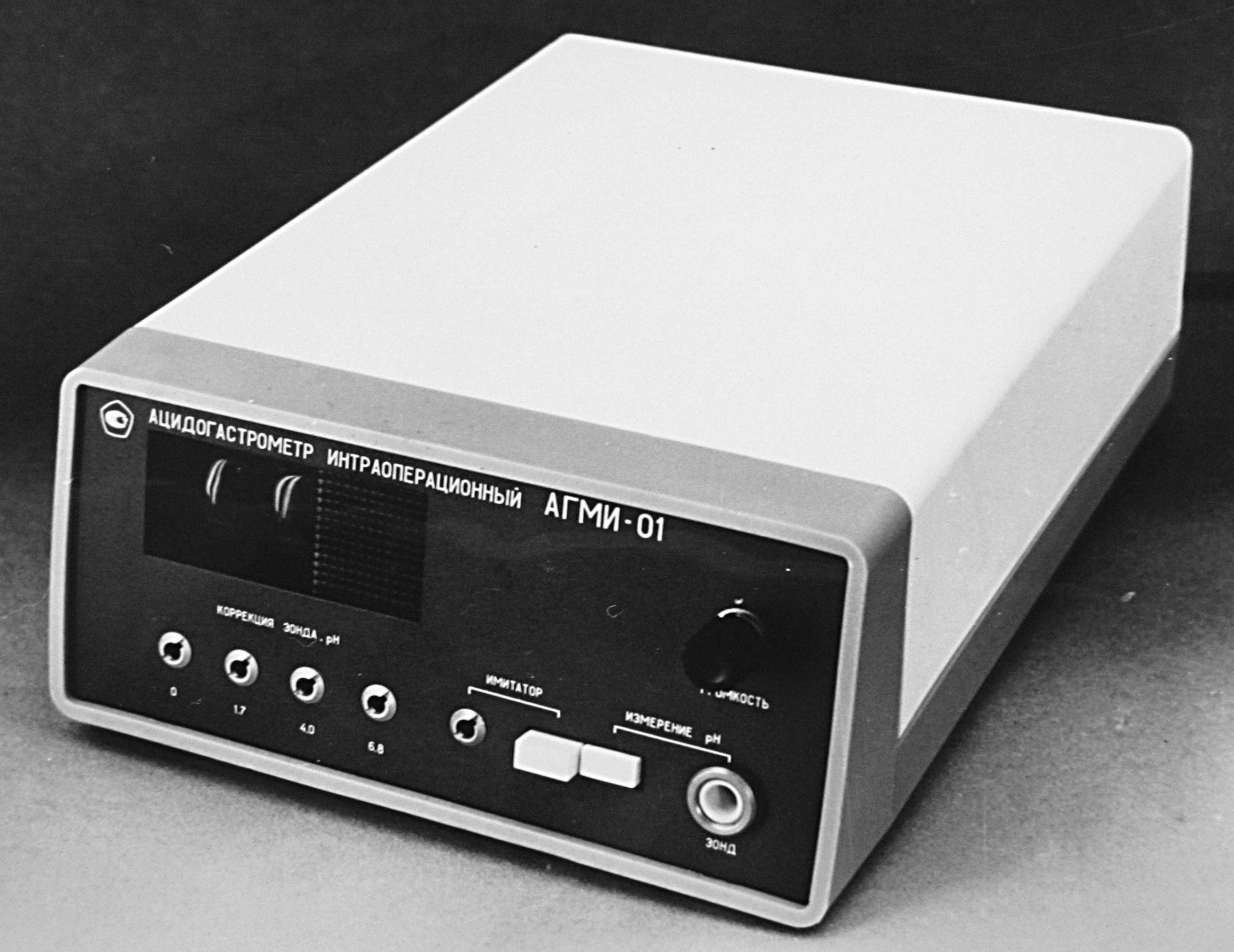
AGMI-01 gyomorsav meghatározó készülék műtéti célra.

Az 1969-1970-e években Gyevjatkov kollégáival megtervezték a világ első ipari pH-szonda modelljét, amely képes megmérni a gyomor-bél traktus savasságát két tetszőleges pontján. Szintén ő alkotta meg az eredeti változatait az olyan pH-szondáknak, amelyek 3, 4 és 5 érzékelővel rendelkeznek, műtét alatti, endoszkópos, gyermek pH-szondák különböző korcsoportok részére, fogászati és nőgyógyászat pH-szondák, valamint multiszenzoros pH-szondákat gyártanak. A közvetlen részvételével Gyevjatkov az NPC "Isztok" intézetben szervezte meg a sorozatgyártását az első a szovjet pH-szondáknak. Módszerével komplex vizsgálatokat tesz lehetővé funkcionális állapotáról a gyomornak és a nyombélnek, amely egyidejű méréssel nyomást és a savasságot mér a különböző szervekben. Ezt akkoriban "ionomanometria" néven nevezték az orvosi gyakorlatban(1974). Irányítása alatt Gyevjatkov 4 pH-t érzékelő szondát készített, és 4 műanyag manometriás katéterrel rendelkezett.

### Más orvosi műszerek
Gyevjatkov és kollégái egy sor úttörő munkát végeztek az orvosi termográfia területén, terápiás és sebészi lézereket, vénán belüli elektród-koagulációs orvosi műszert fejlesztettek, "Jahont" (rubin régies orosz szóval) xenon-lézeres készüléket fül-orr-gégészeti, fogászati és nőgyógyászati betegségek kezeléshez stb.

#### Díjak, elismerések
- A Szocialista Munka Hőse (1969)
- Sztálin-díjas (állami) (1949), Lenin-díjas (1965)
- Miniszterek Tanácsa kitüntetettje (1984)
- Oroszországi Föderáció Díjasa (1996)
- Alekszandr Popov-aranyérem (1986)
- Lenin-rend, kétszer
- Nagy Októberi Szocialista Forradalom rendje
- Vörös Zászló
- Vörös Csillag kitüntetettje[1]

## Emlékezete

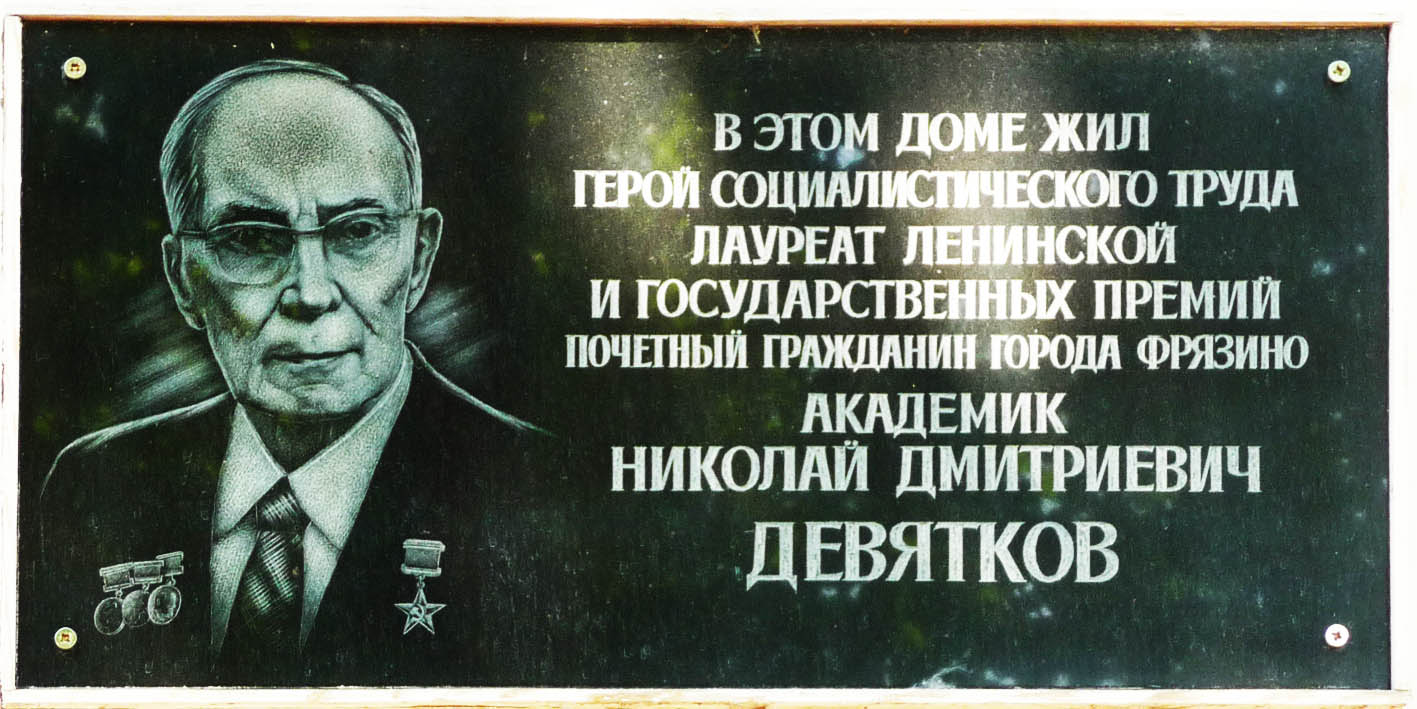
Nyikolaj Dmitrijevics Gyevjatkov emléktáblája

Nyikolaj Gyevjatkov emléktáblája Frjazinóban, a Vokzalnaja utca 19. szám alatti házon található Moszkvai terület, Oroszország).